# R.E.8
R.E.8 (Reconnaissance Experimental 8) var et britisk to-sædet rekognoscerings- og bombefly fra 1. verdenskrig, designet af John Kenworthy på Royal Aircraft Factory. Flyet var tænkt som en erstatning for den sårbare BE2.
| Luftfart | Spire Denne artikel om flyvning er en spire som bør udbygges. Du er velkommen til at hjælpe Wikipedia ved at udvide den. |